# Sascha Sauer
Sascha Sauer (* 31. Dezember 1981 in Bremerhaven) ist ein ehemaliger deutscher Footballspieler.

## Laufbahn
Sauer spielte bei den Ritterhude Badgers, hernach bei den Weyhe Vikings. Zur Saison 2008 wechselte der in der Offensive Line eingesetzte Spieler zu den Kiel Baltic Hurricanes in die GFL, die bundesweit höchste Spielklasse. Unter Cheftrainer Kent Anderson wurde Sauer mit den Kielen 2008 sowie 2009 deutscher Vizemeister, 2010 gewann er unter Trainer Patrick Esume den Meistertitel. 2011 und 2012 wurde er mit den Fördestädtern wiederum Vizemeister.
Sauer verließ Kiel nach der 2012er Saison und verstärkte 2013 die Hamburg Blue Devils (ebenfalls GFL), im Vorfeld des Spieljahres 2014 kehrte der 1,96-Meter-Mann zu den Kielern zurück.
Er nahm mit der deutschen Nationalmannschaft an der Weltmeisterschaft 2011 teil und erreichte dort den fünften Platz. 2014 wurde er mit Deutschland Europameister.